# Neradov
Neradov (německy Neradow) je osada v okrese Strakonice ve Jihočeském kraji. Je rozdělena do dvou katastrálních území – větší (východní) část náleží k. ú Lom u Blatné, zatímco menší (západní) část tvořená budovou čp. 38 náleží k. ú. Míreč. Nachází se asi 6 km jihozápadně od Mirotic a asi 24 km severozápadně od Strakonic. V roce 2021 zde žilo 15 obyvatel v šesti domech.
Je zde registrováno 20 čísel popisných. Prochází tudy silnice III/1211. Nachází se zde Hucký rybník a kaple.